# Medard Plewacki
Medard Plewacki (ur. 7 czerwca 1929 w Gniewkowie, zm. 24 września 2021 we Wrocławiu) – polski aktor.
Zadebiutował 1 maja 1955 na scenie Teatru Ziemi Lubuskiej w Zielonej Górze, gdzie występował do 1959. W latach 1959–1960 występował w Teatrze im. Adama Mickiewicza w Częstochowie, a następnie w latach w teatrach warszawskich: Rozmaitości (1960–1967) oraz Współczesnym (1967–1994).
W latach 70. ożenił się z wrocławską pediatrą. Po przejściu na emeryturę prowadził zajęcia z fonetyki, m.in. dla kleryków w seminariach duchownych we Wrocławiu, Świdnicy i Legnicy. Udzielał się także jako aktor i lektor.
Miejscem spoczynku jest Cmentarz na Klecinie.

## Filmografia

### Filmy
- 2009: Jedenaste: nie uciekaj jako starszy pan
- 2009: Teraz i zawsze jako ojciec Placyd, cysters
- 1997: Królowa złodziei (Marion du faouet – chef de volerus)
- 1972: Opętanie
- 1970: Martwa fala
- 1967: Zabijaka
- 1964: Wilczy bilet jako sekretarz POP Ziarno
- 1963: Rozwodów nie będzie, Nowela III, jako właściciel kradzionego samochodu

Źródło: Filmpolski.pl.

### Seriale telewizyjne
- 2004: Fala zbrodni, odc. 13, jako patolog
- 1998: Złotopolscy, odc. 18, jako lekarz
- 1998–1999: Życie jak poker jako nieznajomy na moście
- 1986: Na kłopoty... Bednarski, odc. 7

Źródło: Filmpolski.pl.